# Paul Belien
Paul Belien (1959) is een Vlaams freelance journalist, een rechts-conservatief ideoloog en was actief met online publicaties zoals de websites Secessie.nu, een driemaandelijks tijdschrift, en The Brussels Journal, een weblog.
Belien is getrouwd met Alexandra Colen, van 1995 tot 2013 Kamerlid voor het Vlaams Belang. Het echtpaar Belien heeft vijf kinderen. Sinds 2010 is hij beleidsmedewerker van de Nederlandse PVV.

## Carrière
Belien studeerde rechten te Gent en behaalde zijn licentiaatsdiploma in 1982 (specialisaties in Sociale Zekerheidsrecht en Europees recht). Belien werkte van 1982 tot 1994 als journalist in België en Nederland voor o.a. Gazet van Antwerpen en Trends. Hij was ook medewerker van publicaties zoals NRC-Handelsblad, The Wall Street Journal, en The Spectator. In 2003 promoveerde hij aan de Universiteit van Buckingham op een proefschrift over de geschiedenis van België (The hinge of Europe). In dat boek noemde hij België een artificieel land. Zijn boek werkte hij om tot het werk A throne in Brussels, dat twee jaar later verscheen. Naast ghostwriter van het aan Geert Wilders toegeschreven boek Marked for Death is hij ook speechschrijver, buitenlandsecretaris, fondsenwerver en sparringpartner van Wilders.
Belien is chief editor van het Hudson Institute, een conservatieve Amerikaanse denktank. Sinds 1996 is hij ook lid van de Mont Pèlerin Society.

## Standpunten
Belien staat bekend als rechts-conservatief. Hij is tegen gelijke rechten voor homoseksuelen, tegen het homohuwelijk, vrije abortus, vrije euthanasie en legalisatie van drugs. Anderzijds is hij pleitbezorger van burgerbewapening en vrije wapendracht.

## Publicaties
- Paul Belien: A throne in Brussels. Britain, the Saxe-Coburgs and the Belgianisation of Europe. Exeter, Imprint Academic, 2005. ISBN 184540033X
- Paul Belien: The hinge of Europe. A history of the artificial state of Belgium and how it prefigures a federal Europe. Ph.D., University of Buckingham, 2003. Geen ISBN
- Paul Belien: 'Perfidious Belgium - Britain's near-neighbour is a major al-Qa'eda recruiting base'. In: The Spectator, July 13, 2002.
- Paul Belien & Kevin Vigilante: The health care dilemma. Lessons from health reform in Europe and America. Zellik, Centre for the New Europe, 1996. ISBN 90-75724-04-7
- Paul Belien: Abortus: het grote taboe. Zellik, Roularta Books, 1992. ISBN 9054660155